# 梅尔丁根
梅尔丁根是德国巴登-符腾堡州的一个市镇。总面积14.39平方公里，总人口2555人，其中男性1229人，女性1326人（2011年12月31日），人口密度178人/平方公里。